# 松川ダム
松川ダム（まつかわダム）は、長野県飯田市、天竜川水系松川に建設されたダム。高さ84.3メートルの重力式コンクリートダムで、洪水調節・不特定利水・上水道を目的とする、長野県営の多目的ダム（補助多目的ダム）である。

## 歴史
木曽山脈（中央アルプス）に端を発する松川は、飯田市中心市街地を経て天竜川へと合流している。出水時に大きな被害をもたらすであろう松川の治水、および飯田市の上水道用水の水源確保、また渇水期における不特定用水の補給を目的として、松川ダムを1974年（昭和49年）に完成させた。1986年（昭和61年）にはダム直下に小規模な水力発電所を新設。最大1,200キロワットの電力を発生し、ダム管理・運営に役立てられる。
しかし、長年にわたって繰り返される出水により、上流から大量の土砂が松川ダム湖に押し寄せている。長野県はこれまでにもダムの機能を維持するため堆積した土砂を取り除く浚渫作業を行ってきたが、出水のたびに押し寄せる土砂に対し有効な対策として、美和ダム再開発時に採用された洪水バイパストンネルが注目された。美和ダムもまた堆砂に苦慮していたダムのひとつであったが、バイパストンネルの新設により恒久的堆砂対策を図っている。松川ダムにおいてもバイパストンネルを新設する再開発事業が計画された。
1988年（昭和63年）より施工が開始されたが、2000年（平成12年）に田中康夫が長野県知事に就任。「脱ダム宣言」によって計画中で未着工の県営ダム事業のすべてが中止され、松川ダム再開発事業に関しても見直しを言明した。2003年（平成15年）3月、知事は松川ダム再開発事業について、「美和ダムの再開発事業の状況を見極めて、場合によっては（再開発の）一時中断も検討しなければならない」と答弁。既に国土交通省によって進められていた美和ダム再開発事業（排砂バイパストンネル工事）の施工状況などをチェックしながら松川ダムに関しても再検討するとの考えを示した。その後、10月に長野県は松川ダム再開発事業の一時中止を発表したが、この時は3月の時とは異なり「財政的問題が大きい」という理由であった。
ところが、2004年（平成16年）3月17日の長野県議会土木委員会において、事業を一時中断するための変更請負契約案が否決され、「中止」という方向性が変わっていった。その後の状況は長野県知事の交代などにより不透明となっているが、2011年（平成23年）に再開発事業は完成する予定となっている。

## 周辺
松川ダムは、飯田市中心市街地から長野県道8号飯田南木曽線（大平街道）を木曽地域方面に向かって進んだ先にある。松川ダム管理事務所周辺は公園となっており、駐車場・公衆トイレを設置。ダムの見学も自由である。事務所入口で待ちかまえる黒色の番犬は名物。

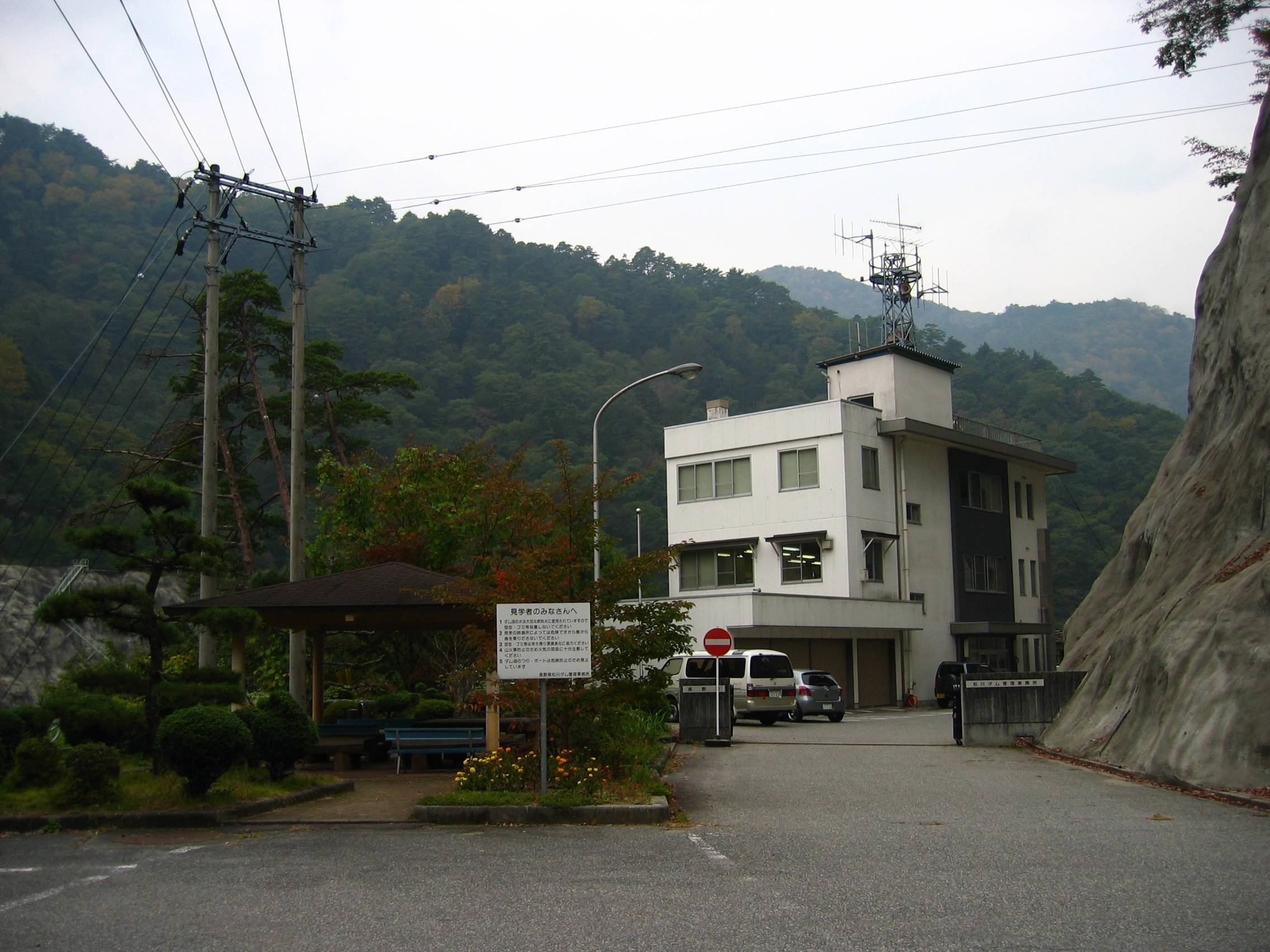
松川ダム管理事務所
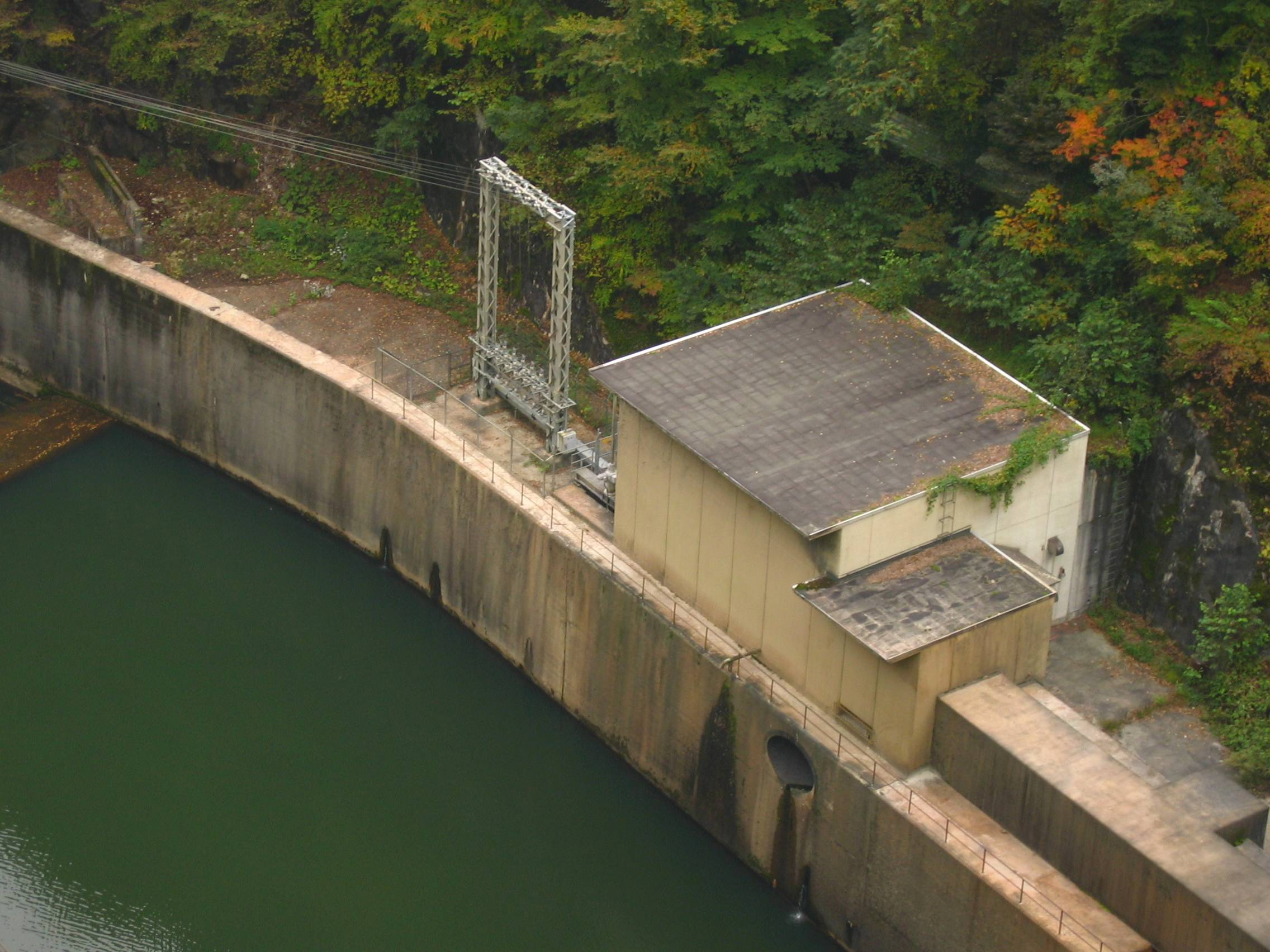
管理用発電所
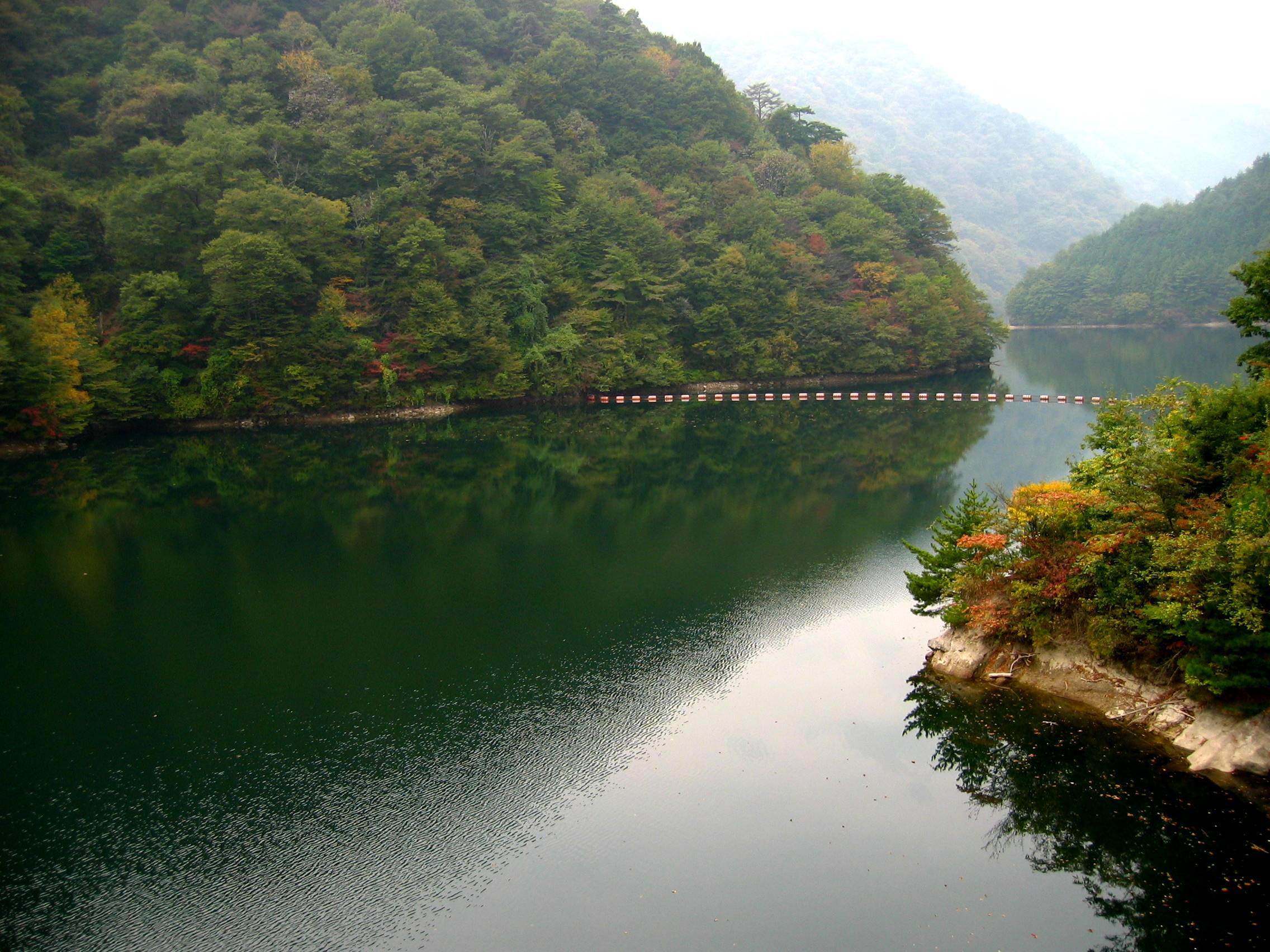
松川ダム湖
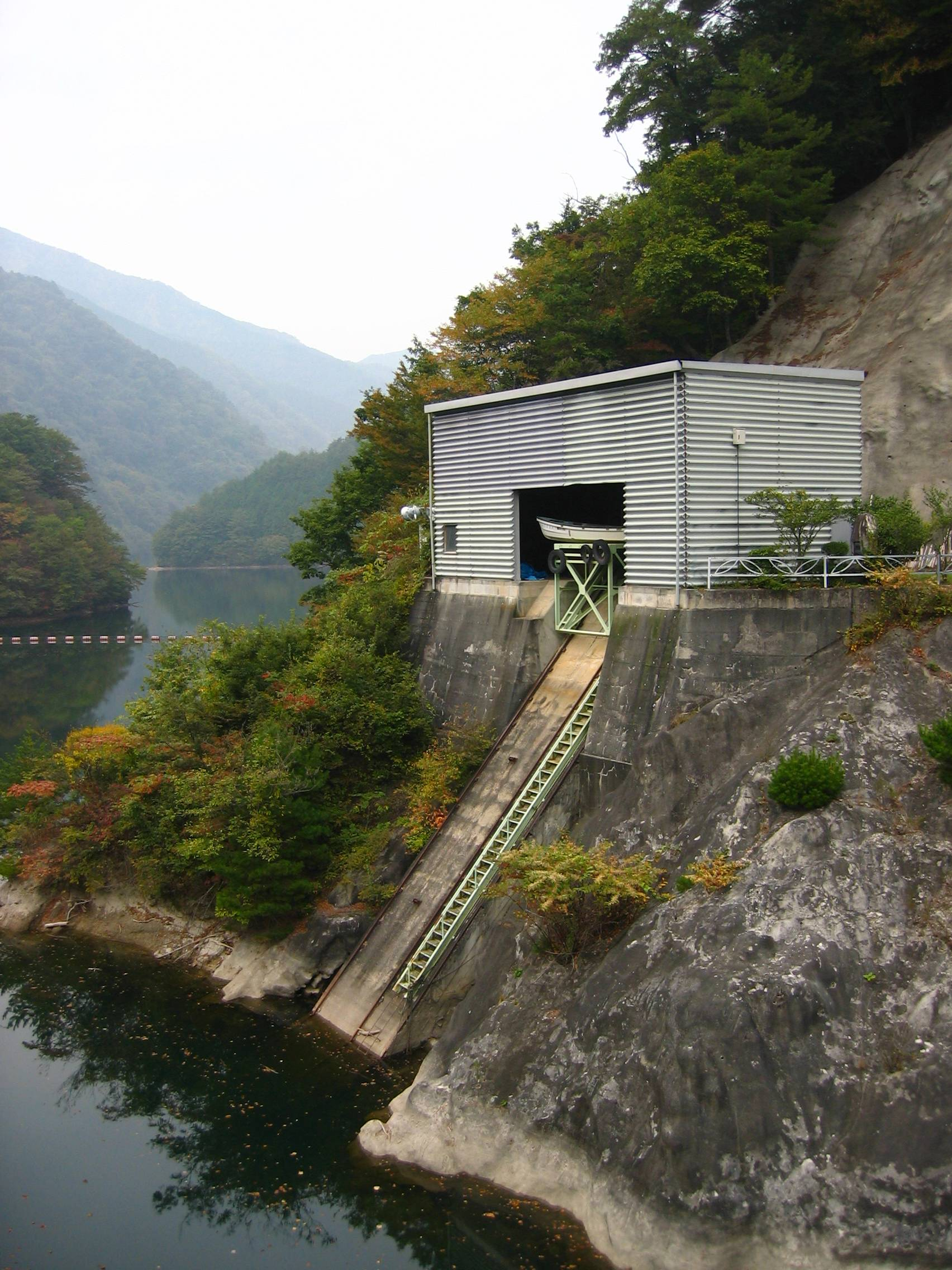
インクライン

## 松川ダムに関連する作品
- 『死者の木霊』 - 内田康夫の小説（信濃のコロンボシリーズ）。段ボール箱に入れられた死体が松川ダム湖で発見される。